# 科托帕希省
科托帕希省（西班牙語：Provincia de Cotopaxi），又作哥多伯西省，是厄瓜多爾中部的一個省。面積6,569平方公里，2001年人口349,540人。首府拉塔昆加。
1851年4月1日建省，下分七市。得名於科托帕希火山。
1. ↑  . City Population. 2023-10-08. （原始内容存档于Nov 7, 2023）.
2. ↑  Villalba, Juan. . Scribd.   [2019-02-05] （西班牙语）.